# Ambenay
Ambenay är en kommun i departementet Eure i regionen Normandie i norra Frankrike. Kommunen ligger i kantonen Rugles som tillhör arrondissementet Évreux. År 2022 hade Ambenay 551 invånare.

## Befolkningsutveckling
Antalet invånare i kommunen Ambenay
Referens:INSEE